# Farol de Ponta Garça
Der Leuchtturm Farol de Ponta Garça steht an der Südküste der portugiesischen Azoreninsel São Miguel am Rande der Freguesia Ponta Garça und wurde 1957 in Betrieb genommen. Der Leuchtturm steht unter Denkmalschutz.

## Lage und Beschreibung
Der Farol de Ponta Garça steht ca. 22 Kilometer östlich von Ponta Delgada im Kreis Vila Franca do Campo am Ortsrand von Ponta Garça am Rande der Steilküste in einer Höhe von 101 Metern. Er ist ein runder, unverputzter Betonturm mit acht senkrechten Rippen. Er besitzt eine Laterne und eine nur über eine Außenleiter zugängliche Galerie, die beide rot gestrichen sind. Am Fuß des Leuchtturms steht ein kleines einstöckiges Technikgebäude. Die Höhe des Leuchtturms beträgt 14 Meter. Einige Schritte entfernt steht ein Wohnhaus für den früheren Leuchtturmwärter. Der Turm ist für Besucher zugänglich.
Das Leuchtfeuer ist unter der internationalen Nummer D-2642 und der nationalen Kennnummer 606 registriert und befindet sich in einer Höhe von 101 Metern. Die Kennung besteht aus zwei Blitzen, die alle fünf Sekunden wiederholt werden – je nach Richtung als weißes oder rotes Licht. Die Tragweite des weißen Lichts beträgt rund 16 Seemeilen (ca. 29,5 Kilometer) und die des roten Lichts rund 13 Seemeilen (ca. 24 Kilometer).

## Geschichte
Für den Bau des Turms auf dem Ponta do Cintrão griff die Leuchtturmverwaltung auf einen bestehenden Entwurf zurück: Dieser Leuchtturmtyp wurde auf den Azoren auch bei den Leuchttürmen Farol do Carapacho und Farol da Ponta do Cintrão genutzt. Ebenfalls baugleich sind im Madeira-Archipel die Leuchttürme Farol da Ponta de São Jorge, Farol do Ilhéu Chão und Farol do Ilhéu de Ferro. Der Turm wurde 1957 gebaut und die Inbetriebnahme erfolgte am 28. Mai 1957.
Das zunächst mit Acetylen betriebene Leuchtfeuer war mit einer Optik dritter Ordnung ausgestattet, die Brennweite betrug 500 Millimeter. Im September 1980 wurde der Leuchtturm an die öffentliche Stromversorgung angeschlossen und damit elektrifiziert. Im Jahr 1988 wurde er mit einem APCL-10-System ausgestattet, das mit einer 100-W-12-V-Lampe betrieben wird. Die Wasserversorgung des Leuchtturms erfolgt seit 1957 über das öffentliche Netz. Zuletzt wurde er 2009 automatisiert.